# The Mystery Road
The Mystery Road er en britisk stumfilm fra 1921 af Paul Powell.

## Medvirkende
- David Powell som Gerald Dombey
- Nadja Ostrovska som Myrtile Sargot
- Pardoe Woodman som Christopher Went
- Mary Glynne som Lady Susan Farrington
- Ruby Miller som Vera Lypashi
- Percy Standing som Luigi
- Lewis Gilbert som Jean Sargot
- Irene Tripod som Widow Dumesnel
- Lionel d'Aragon som Pierre Naval
- Arthur M. Cullin
- Judd Green